# 조니오역
조니오역(이탈리아어: Jonio)은 로마 지하철 B선의 지선인 B1선의 종착역이다. 2015년 4월 21일 개통했다.

## 시설
- 파크 앤드 라이드 시설[1].
- 장애인 전용 승차시설
- 에스컬레이터
- 매표기

## 역 주변
- 산티시모 레덴토레 아 발 멜라이나 교회
- 산 프루멘치오 아이 프라티 피스칼리 교회
- 몬테 사크로 (콰르티에리)
- 포르타 디 로마